# Paral·lelisme
|  | Aquest article tracta sobre recurs literari. Vegeu-ne altres significats a «Paral·lelisme (geometria)». |

Un paral·lelisme és, en retòrica, un recurs literari que consisteix en la repetició d'una mateixa estructura en diverses frases seguides, de tal manera que la successió simètrica dels mots referma la idea que hom vol transmetre.
Hi ha diversos tipus de paral·lelismes. Un exemple típic d'utilització d'aquest recurs és la repetició de les mateixes paraules variant-les una mica:
| «                       | Ay, pobre Xuana, de cuerpo garrido, ay, pobre Xuana, de cuerpo galano, dónde le dexas al tu buen amigo, dónde le dexas al tu buen amado. Muerto le dexo a la orilla del río, muerto de dexo a la orilla del vado. | » |
| — La tentación (romanç) | |   |

Un altre tipus de paral·lelisme és el manteniment de la mateixa estructura sintàctica en dos o més versos consecutius o pròxims:
| «               | Es passaren la consigna d'orella a orella, de boca desdentegada a boca desdentegada, de fortor de caliquenya a fortor de caliquenya. | » |
| — Antoni Morell | |   |

| «                               | No esperis altre do que el de tes llàgrimes ni vulles més consol que els teus sospirs. | » |
| — Joan Maragall, Nodreix l'amor |                                                                                        |   |

| « | Con la gloria se desvanece, con la alegría se perturba, con los despojos se divierte, con las aclamaciones se asegura... | » |
| — "Con la gloria se desvanece, con la alegría se perturba, con los despojos se divierte, con las aclamaciones se asegura&f=false Empresas políticas (Diego de Saavedra Fajardo). | |   |